# UltraVNC
UltraVNC (escrito a veces como uVNC) es un software libre de escritorio remoto bajo Microsoft Windows mediante protocolo de comunicaciones RFB de VNC, que permite visualizar la pantalla de otra computadora (vía Internet u otra red) en la pantalla del usuario. El programa permite el uso del ratón y del teclado para controlar otro computador remotamente. Esto quiere decir que se puede trabajar en un computador remoto como si se estuviese sentado frente a él desde cualquier ubicación.
UltraVNC es el resultado de la fusión de Vdacc-VNC iniciada por Rudi De Vos en 1999 y eSVNC iniciada por Sam en 2002.
Funciona bajo Microsoft Windows (95, 98, Me, NT4, 2000, XP, Server 2003, Server 2003 R2, Vista, Server 2008, Server 2008 R2, 7, Server 2012, 8, Server 2012 R2, 8.1, 10, Server 2016, Server 2019, 11, Server 2022, Server 2025). Es incrustado en el visor de Java, permitiendo la conexión (y transferencia de archivos) desde un simple navegador web a cualquier sistema operativo que soporte Java (como Linux, Mac OS).
UltraVNC se ha ido desarrollando en los lenguajes de programación C, C++ y Java.

## Características
UltraVNC permite usar el ordenador remoto tal y como si se estuviese delante de él, moviendo el ratón, usando el teclado y visualizando todo cuanto ocurra en el Escritorio en tiempo real. Tiene un gran parecido a la versión libre de RealVNC, sin embargo, además de control remoto, el programa añade varias características, como un plugin de cifrado para hacer más segura la conexión cliente/servidor. También soporta la transferencia de archivos, el chat de texto y varios métodos de autentificación. El software es gratuito y se distribuye bajo los términos de la Licencia Pública General GNU.
A partir de la versión 1.0.6.4, UltraVNC funciona plenamente como un servicio bajo Windows Vista con su control de cuentas de usuario (UAC).
UltraVNC es notable como programa de software libre base para instalar opciones de soporte remoto, al incluir UltraVNC un solo clic ("SC") y PCHelpware. Estos operan mediante la generación de ejecutables pre-configurados que pueden descargarse y ejecutarse en los sistemas que necesitan apoyo, siempre que tengan la conexión de internet y la plataforma Java operativas: estas aplicaciones cuando se ejecutan, conectan el ordenador que necesita el servicio al sistema de la persona que presta apoyo, dejando al ordenador remoto en manos del personal del apoyo remoto.

### En español
- Ver y controlar un ordenador remoto con UltraVNC. Miniguias.com
- Configurar UltraVNC para acceder por remoto (Archivo) - Comunidad N3D

### En inglés
- Sitio web oficial  (en inglés)
- Forum oficial (en inglés)
- UltraVNC en GitHub.

- UltraVNC en SourceForge (en inglés)
- Onle-Click UltraVNC Un método gratuito de un clic para el uso de UltraVNC (en inglés)
- Plug-in para cifrado MS RC4, ARC4, y AES (en inglés)
- Cómo crear Single Click Support Package (en inglés)

### En portugués
- (PDF) 20 Passos para configurar e utilizar a conexão remota - Capítulo 1

- Datos: Q952874
- Multimedia: UltraVNC / Q952874